# Lesnica
Lesnica é um município da Eslováquia, situado no distrito de Stará Ľubovňa, na região de Prešov. Tem 14,6 km² de área e sua população em 2018 foi estimada em 494 habitantes.

## Demografia
| Ano:        | 1994 | 2004    | 2014   | 2024   |
| ----------- | ---- | ------- | ------ | ------ |
| Broj ljudi: | 487  | 536     | 503    | 494    |
| Razlika:    |      | +10,06% | -6,15% | -1,78% |

| Ano:               | 2023 | 2024   |
| ------------------ | ---- | ------ |
| Número de pessoas: | 495  | 494    |
| Diferença:         |      | -0,20% |